# Trampa entomològica

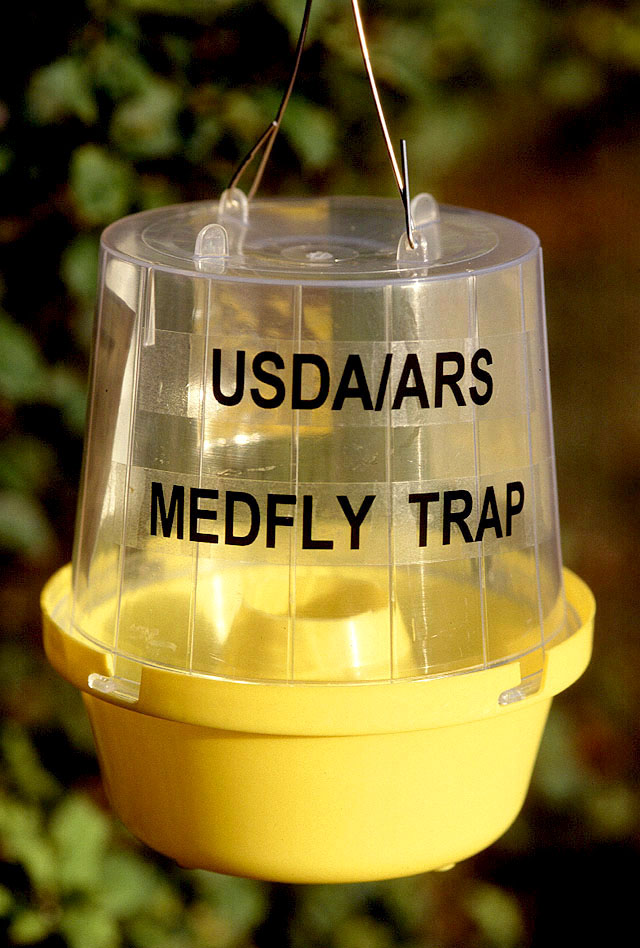
Trampa per capturar la mosca mediterrània de la fruita.

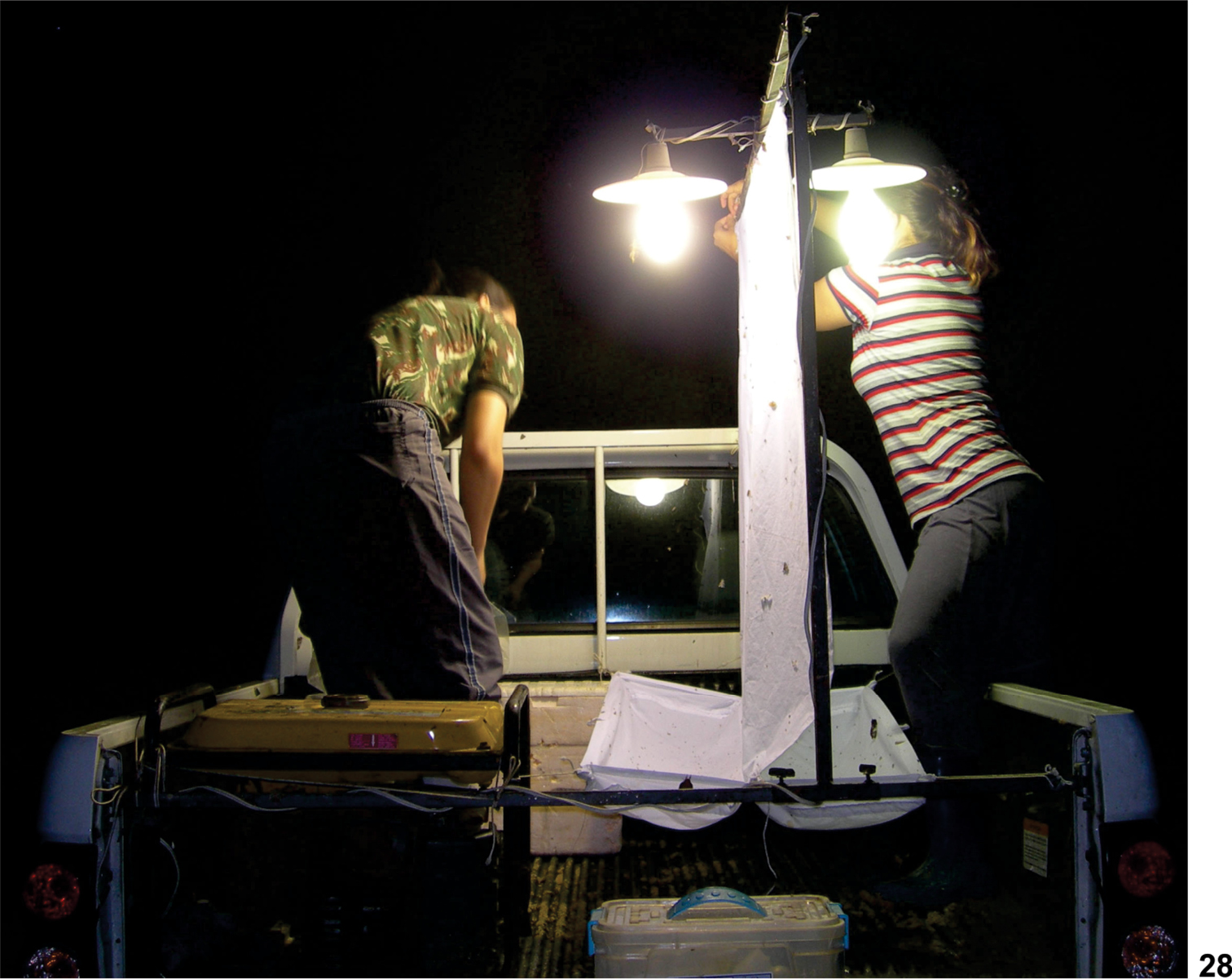
Trampa muntada per a espècies nocturnes.

Les trampes entomològiques o paranys entomològics, en es fan servir per a monitorar o per a reduir directament les poblacions d'insectes o d'altres artròpodes. Típicament usen substàncies nutritives, atraients visuals, químics o feromones i es disposen en llocs que no fereixin altres animals ni facin residus en els aliments.
El mecanisme de la trampa o l'esquer són variables. les mosques i les vespes són atrets per les proteïnes. Els mosquits i molts altres insectes són atrets pels colors brillants, el diòxid de carboni, l'àcid làctic, fragàncies florals o fruitades, la calor, la humitat i les feromones. Els atraients sintètics com el metil eugenol són molt efectius amb els dípters tefrítids.

## Tipus de trampes

### Trampes lumíniques
Aquestes trampes, amb la llum ultraviolada o sense, atrauen certs insectes. El seu disseny és variable segons el comportament dels insectes a estudiar Els saltamartins i alguns coleòpters són atrets per la llum de gran longituds d'ona però són repel·lits per la llum d'ona curta.

### Trampes cromotròpiques
Les trampes cromotròpiques atreuen els insectes pel color. Molts insectes són atrets per la radiació lluminosa de determinada longitud d'ona, generalment el verd, el groc o el blanc. Molts dels àfids són atrets pel verd, el blanc atreu els tentredínids, el groc atreu moltes classes de dípters, coma ara himenòpters i hemípters.
Aquestes trampes tenen un radi d'acció molt reduït. És important on es posen, per exemple en el monitoratge dels dípters tefrítids s'han de posar a la part externs de la capçada a la part sud i a l'alçada humana.

### Trampes adhesives
Sovint porten també un esquer.

### Trampes per a insectes voladors

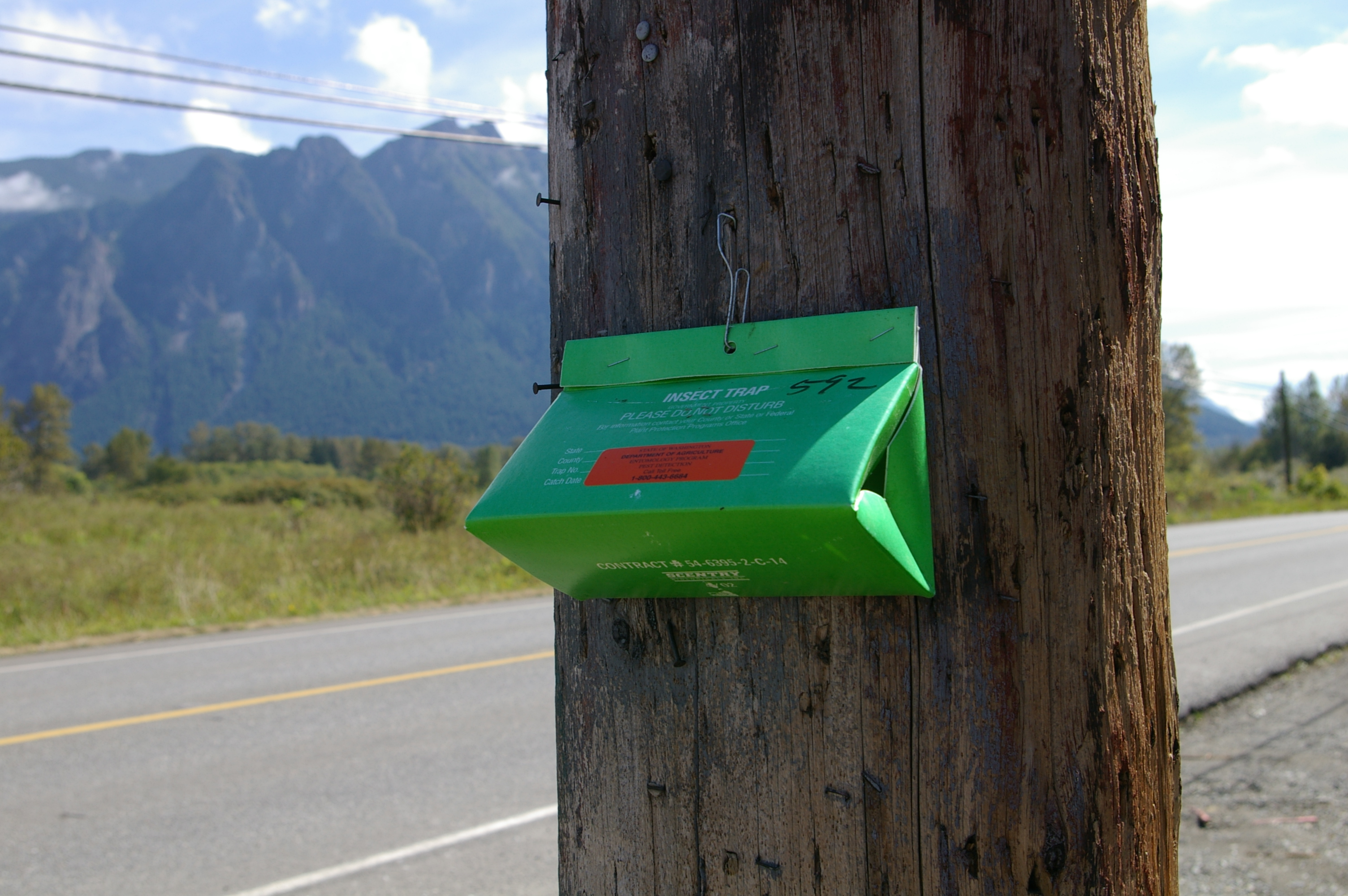
Una trampa adhesiva

Les plantes d'intercepció del vol són estructures o transparents o en forma de xarxa.

### Trampes per a artròpodes terrestres
Les Pitfall traps es fan servir per als caràbids i els aràcnids.
Les trampes amb un embut es fan servir per capturar pupes d'insectes sota terra.

### Trampes per a artròpodes aquàtics
Típicament tenen la forma d'embuts.
.